# Pyrausta retidiscalis
Pyrausta retidiscalis là một loài bướm đêm trong họ Crambidae.